# ディエゴ・ルナ (サッカー選手)
ディエゴ・アルフォンソ・ルナ・フローレス（Diego Alfonzo Luna Flores , 2000年1月2日 - ）は、ベネズエラ・ボリバル州シウダ・ボリバル出身のプロサッカー選手。ロシアサッカー・プレミアリーグのFCバルチカ・カリーニングラード所属。ポジションはDF。

## 来歴
ララFCでユース時代を過ごし、デポルティーボ・ラ・グアイラに入団。2017年シーズンの4月2日のJBLスリア戦でプロデビュー戦でスタメン出場。7月16日のアトレティコ・ソコポ戦では、プロ初ゴールを記録するなど、同年シーズンは12試合に出場した。
2020年1月13日、RSDアルカラへの2019-20シーズン終了までのローン移籍が決定した。
2024年2月13日、FCバルチカ・カリーニングラードに3年半契約で移籍した。

## 代表歴
2017年にチリで開催された南米U-17選手権にU-17ベネズエラ代表の一員として出場。一次リーグ戦のエクアドル戦でゴールを記録するなどしたが、決勝リーグ戦で5位に終わり、FIFA U-17ワールドカップ出場はならなかった。 